# Meerforelle
Die Meerforelle (Salmo trutta trutta) zählt zu den Lachsfischen (Salmonidae) und gilt als die Stammform der Art Forelle (Salmo trutta). Weitere Namen sind: Ostseelachs (verkaufsfördernder Phantasiename), Strandlachs, Weißforelle, Trump, Silberlachs, Schwarzlachs, Möllitz, Breden, Sülberlaß. Früher wurde aufgrund ihrer Lebensweise für die Meerforelle auch der Begriff Lachsforelle verwendet. Heute bezieht sich dieser Begriff jedoch auf eine große Regenbogenforelle, die durch spezielle Fütterung rotes Fleisch hat (siehe Lachsforelle). Als Grönländer bezeichnet man Meerforellen, die zum ersten Mal zum Laichen aufsteigen, als Smolt Jungtiere, die auf der ersten Reise ins Meer sind, und als Parr die Jugendform mit der senkrechten Streifenzeichnung.
Die Durchschnittsgröße liegt bei 60 cm, Längen bis 130 cm und Gewichte bis zu 20 kg sind unter günstigen Lebensbedingungen möglich.
Markantes Merkmal ist der lang gestreckte torpedoförmige Körper. Die Seiten sind grausilbern und der Rücken graugrün. Der Bauch ist weiß. Wie alle Forellenartigen besitzt auch die Meerforelle eine Fettflosse.
Die Meerforelle ernährt sich hauptsächlich von Fischen, kleinen Krebsen und Garnelen.
Die Meerforelle kommt an den Küsten Europas vom Nordmeer bis zur Ostsee und Biskaya vor. Sie ist ein anadrom lebender Wanderfisch, der in seiner Lebensweise und seinem Verhalten dem atlantischen Lachs sehr ähnlich ist. Im Meer unternimmt sie ausgedehnte Wanderungen und steigt zum Laichen auch bis in kleine Flüsse auf. Die Ablaichung erfolgt im Winter auf kiesigem Untergrund in der Barben- und Äschenregion. Die Eier werden in Laichgruben abgelegt. Die Jungfische bleiben 1 bis 5 Jahre im Süßwasser und wandern dann ins Meer ab. Bei dieser Wanderung können sie Strecken bis zu 40 km am Tag zurücklegen.
Laichbereite Fische während des Aufstiegs sind meist abgemagert und müssen viel Nahrung aufnehmen um ihre Vitalität schnellstmöglich zu steigern. Nach Beendung des Laichvorgangs kehren die Fische zurück ins Meer. Massensterben nach dem Ablaichen, wie bei einigen Lachsarten üblich, bleibt aus. Zurück im Meer, legen die Fische erneut an Gewicht zu und verlieren ihr braunes Laichkleid.
Die Meerforelle ist in Deutschland 1996 zum Fisch des Jahres ernannt worden.

## Bedrohungen
In vielen Fließgewässern Mitteleuropas ist die Meerforelle ausgestorben, da Kraftwerke ihre Laichwanderung verhindern. Zudem sind durch die Rückstauung viele Laichplätze verschwunden. In neuerer Zeit gelang es, die Meerforelle an einigen Gewässern wieder heimisch zu machen, indem Fischtreppen und Umgehungsgewässer um Kraftwerke gebaut wurden. Dadurch wurde die Laichwanderung wieder in beschränktem Rahmen ermöglicht.
Veränderungen der klimatischen Bedingungen, wie steigende Wassertemperaturen, erhöhen die Aktivität der Meerforellen im Meer und in den Süßwasserläufen.

## Fischerei
Meerforellen sind beliebte Angel- und Speisefische. Die Schonzeit dauert nach amtlicher Vorgabe mindestens drei Monate. Wie der Lachs ist die Meerforelle im Gewässersystem des Rheins und in den meisten deutschen Flüssen (Ausnahme einige norddeutsche Flüsse) ganzjährig gesetzlich geschützt.
An den Küstengewässern Schleswig-Holsteins ist die Meerforelle vom 1. Oktober bis zum 31. Dezember geschützt. Dies gilt lediglich für die Fische im „Laichkleid“ (braun eingefärbt), die „Silbernen“ dürfen weiterhin gefangen werden. An den meisten Flussmündungen ist das Befischen in einem Schutzgebiet von 200 Meter um die Mündung während dieser Zeit komplett untersagt.
In den Küstengewässern Mecklenburg-Vorpommerns besteht ein generelles Fangverbot für Meerforellen vom 15. September bis 14. Dezember. Dies gilt sowohl für Fischer als auch Angler.
„Absteiger“ ist die anglerische Bezeichnung einer Meerforelle nach dem Laichen. Die Entnahme der „Absteiger“ ist unter Anglern umstritten. Die meisten Angler lehnen es ab, abgelaichte Meerforellen zu entnehmen, da ihr Fleisch minderwertig und trocken ist.

## Trivia
Die Meerforelle ist Teil des Wappens der Gemeinde Hitzhusen sowie des Fußballkreisligisten FC Niendorf/Ostsee e. V.
Mit dem Erstausgabetag 4. Dezember 2014 gab die Deutsche Post AG eine Marke mit einem Meerforellenmotiv im Wert von 45 Eurocent heraus. Der Entwurf stammt vom Designer Jens Müller aus Düsseldorf. 